# باشگاه والیبال ایراکلیس تسالونیکی
 باشگاه والیبال ایراکلیس تسالونیکی  (به انگلیسی: Iraklis Thessaloniki V.C.) یک باشگاه والیبال حرفه‌ای مستقر در مقدونیه تسالونیکی، یونان است که در لیگ برتر والیبال یونان A1 حضور دارد.تسالونیکی از برجسته و قدیمی‌ترین باشگاه‌های والیبال جهان است که قدمت آن به سال ۱۹۰۸ می‌رسد.

## تاریخچه و دست آوردها
اولین فعالیت این باشگاه قبل از جنگ جهانی دوم بود.
این باشگاه در مسابقات لیگ قهرمانان والیبال اروپا در سال‌های ۲۰۰۵، ۲۰۰۶، ۲۰۰۹ به مقام سومی دست یافت.